# 西方海水浴場
西方海水浴場（にしかたかいすいよくじょう）は、鹿児島県薩摩川内市西方町にある海水浴場である。
ここには海の家や車椅子が通れるようにスロープが設置してある。長さ2kmに及ぶ美しい白砂青松の海岸がある。奇形人形岩がある。

## 概要
- 所在地：鹿児島県薩摩川内市西方町
- 営業期間：7月中旬〜8月中旬まで
- 最寄り駅：肥薩おれんじ鉄道 西方駅徒歩5分
- 最寄りの道路：国道3号
- 最寄りのバス停：南国交通人形岩前バス停